# Carrozzeria Vignale
Vignale fue una compañía italiana que construía carrocerías de automóviles. La Carrozzeria Alfredo Vignale fue fundada en 1948 en la Vía Cigliano, Grugliasco, a las afueras de Turín, por Alfredo Vignale (1913–1969).
En 1948 se construyó la primera carrocería en la base de un Fiat 500 Topolino, seguido por un especial Fiat 1100. La mayoría de clientes eran empresas italianas como Cisitalia, Alfa Romeo, Ferrari, Fiat, Maserati y Lancia.
En 1952, Vignale colaboró con Briggs Cunningham para producir conjuntamente el Continental C-3. En 1968, Vignale diseñó el cuerpo del Tatra 613.
Vignale diseñó y construyó coches, normalmente variantes de bajo volumen de los principales coches de producción de estos fabricantes de automóvil. Entre ellos figuran el 850, Samantha, Eveline y el Vignale Gamine, basado en el Fiat 500.
Mantuvo una estrecha cooperación con Giovanni Michelotti.
Vignale fue comprada por De Tomaso en 1969 quien ya poseía Carrozzeria Ghia. Poco después de vender la compañía, Alfredo Vignale murió en un accidente automovilístico.  Ambas empresas fueron vendidas a Ford en 1973 pero la marca Vignale fue interrumpida.
En el Salón del Automóvil de Ginebra de 1993 Aston Martin, por aquel entonces poseído por Ford, produjo un coche concepto llamó Lagonda Vignale. Ford entonces utilizó el nombre Vignale en el prototipo del Ford Focus Vignale introducido en el Salón del Automóvil de París de 2004, sin embargo el modelo de producción fue nombrado Ford Focus Coupé-Cabriolet.
En septiembre de 2013, Ford Europa anunció planes para resucitar el nombre Vignale como una sub-marca de lujo de Ford.  Los coches serían visualmente distintos de los coches Ford normales y tendrían una mejora experiencia de concesionario.  Servicios exclusivos, como lavados gratis de por vida, también estarían incluidos. El primer modelo Ford que recibió el nombre Vignale fue el Ford Mondeo de 2015.
El 1 de marzo de 2016 Ford Europa anunció un Kuga Vignale Concept en el Salón del Automóvil de Ginebra. Donde la compañía también anunció los nuevos modelos de cinco puertas de Vignale, el Ford S-Max Vignale, el Ford Edge Vignale y el Ford Mondeo Vignale, que debutaron al lado del Ford Kuga Vignale Concept, ofreciendo una visión del futuro de los SUV de lujo así como revelando Vignale Embajadores y la firma colección Vignale.

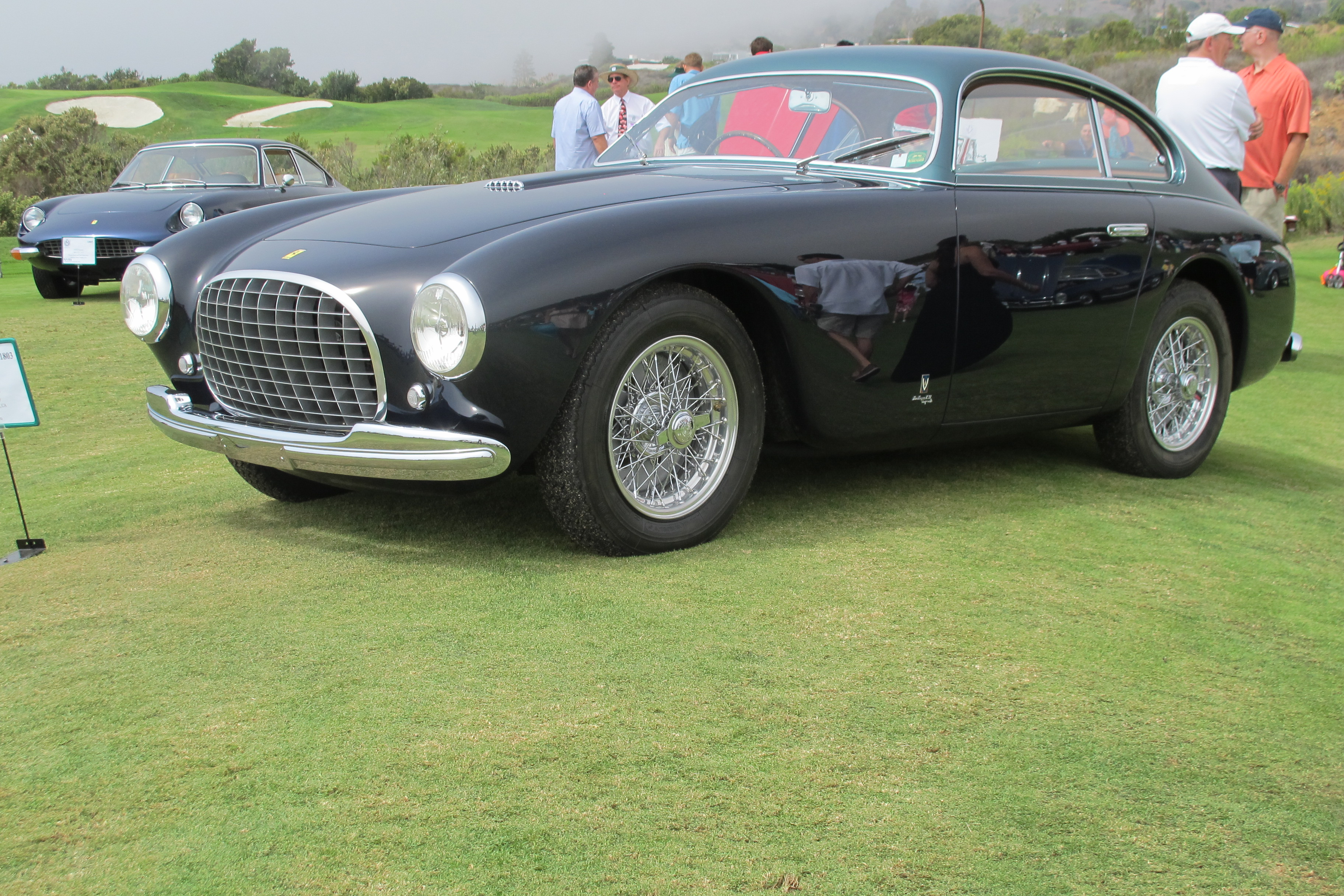
1951 Ferrari 212 Vignale coupe
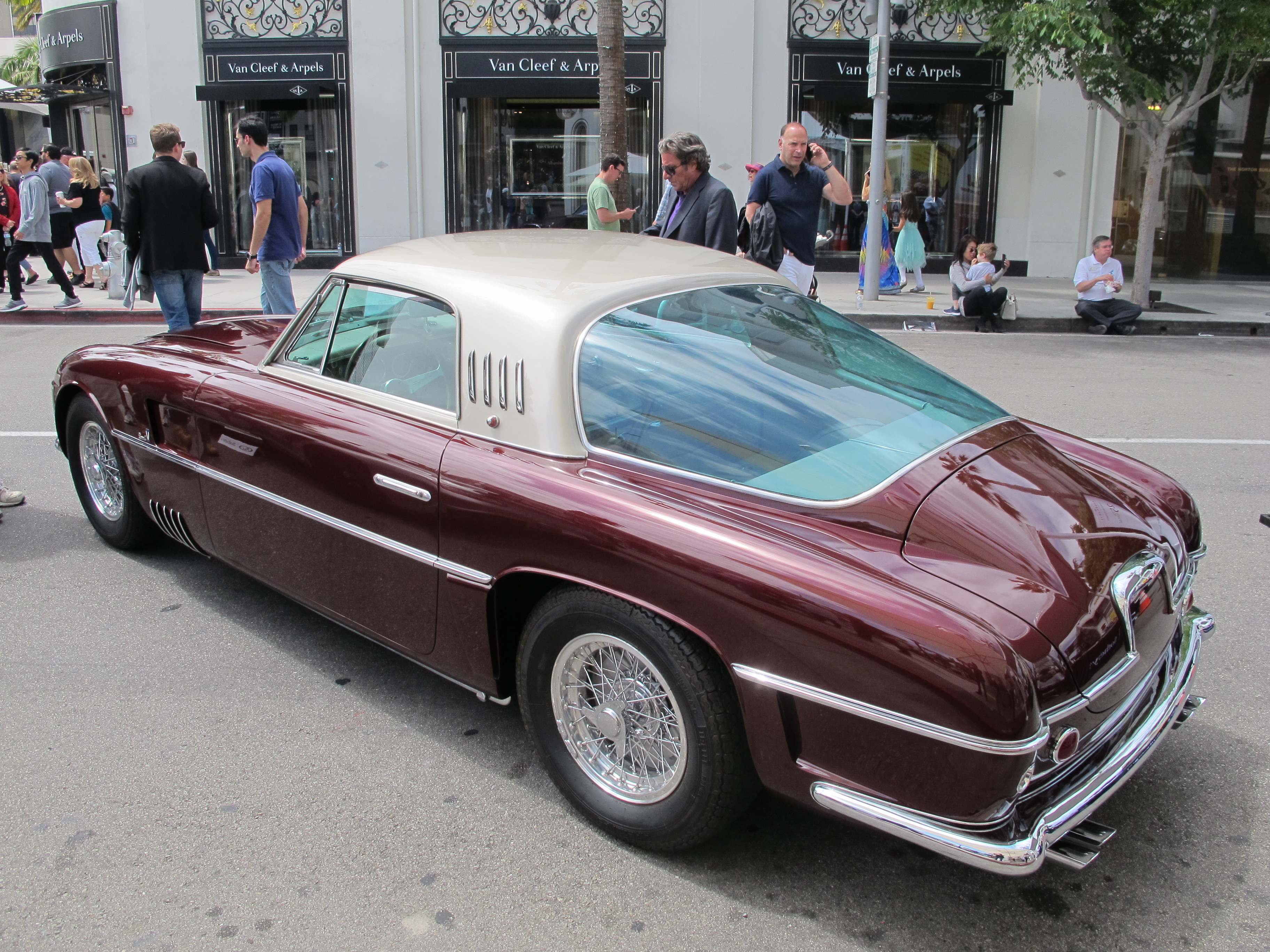
1953 Ferrari 375 America con carrocería Vignale
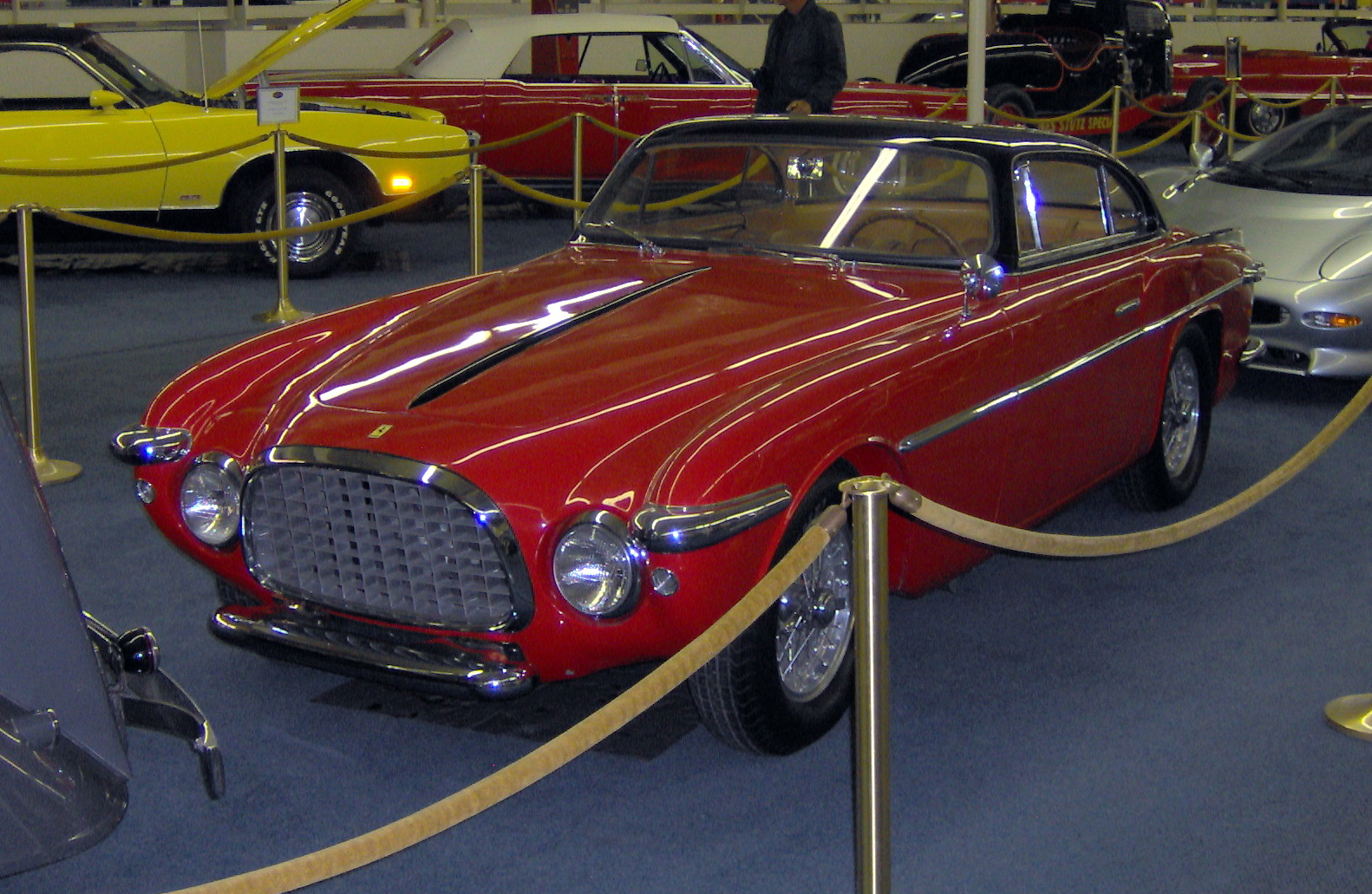
Ferrari 212 Vignale expuesto en 1952
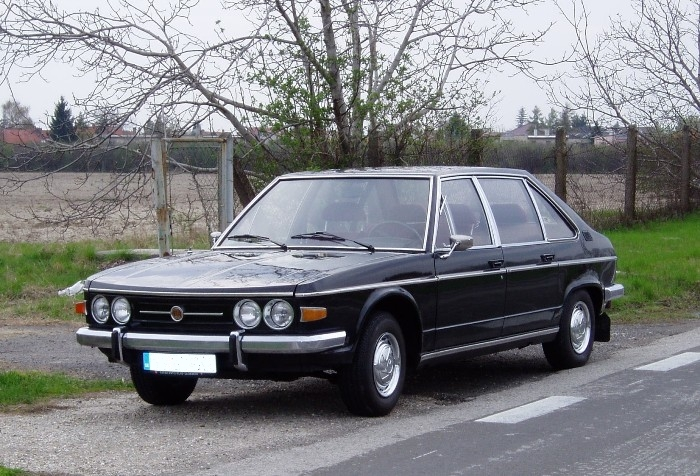
Tatra 613 diseñado por Vignale